# Tomáš Malý
Tomáš Malý  (* 15. listopadu 1978, Chrudim) je český historik, specializující se na raný novověk.

## Životopis
Vystudoval historii a muzeologii na Filozofické fakultě Masarykovy univerzity v Brně (Mgr., 2003), kde později získal i doktorát (Ph.D., 2008). Od roku 2008 působí na Historickém ústavu Filozofické fakulty Masarykovy univerzity. Zde se v roce 2021 habilitoval.
Věnuje se kulturním, sociálním a náboženským dějinám českých zemí v 16.–18. století.

## Dílo (výběr)
- Obrazy a rituál. Římské korunovace divotvorných Madon a koncept barokní kultury. Praha 2019. ISBN 978-80-7422-691-5.
- Smrt a spása mezi Tridentinem a sekularizací. Brněnští měšťané a proměny laické zbožnosti v 17. a 18. století. Brno 2009.  Knižnice ISBN 978-80-86488-60-8.